# Akrolein
Akrolein (propenal) je najjednostavniji nezasićeni aldehid. On je bezbojna tečnost sa prodornim, neprijatanim, oštarim mirisom. Miris goruće masti (kao kad se ulje za kuvanje zagreje dok ne počne da se dimi) je uzrokovano razlaganjem glicerola goruće masti u akrolein. Akrolein se industrijski proizvodi iz propilena i uglavnom se koristi kao biocid i gradivni blok za druga hemijska jedinjenja, kao što je aminokiselina metionin.

## Proizvodnja
Akrolein se industrijski priprema olsidacijom propena. Taj proces koristi vazduh kao izvor kiseonika, a potrebni su metalni oksidi kao heterogeni katalizatori:
Oko 500.000 tona akroleina se proizvede na ovaj način godišnje u Severnoj Americi, Evropi, i Japanu. Dodatno, akrilna kiselina se proizvodi putem tranzientnog formiranja akroleina.